# Раде Марковић (полицајац)
Радомир Марковић (Лукавац, 11. август 1946) јесте југословенски и српски пензионисани полицијски официр, најпознатији по улози начелника Ресора државне безбедности Савезне Републике Југославије. Тренутно издржава вишегодишње казне затвора у Казненопоправном заводу „Забела” за учешће у политичким убиствима између октобра 1998. и јануара 2001.
Осуђен је 30. јануара 2003, на седам година затвора за помагање у прикривању четвороструког убиства чланова Српског покрета обнове на Ибарској магистрали, а почетком децембра 2021. је осуђен на 30 година затвора за убиство српскога новинара Славка Ћурувије.

## Биографија
Рођен је 1946. године у Лукавцу крај Тузле. Отац му је био Србин из Босне и Херцеговине, првоборац, после рата пилот, официр ЈНА. Мајка му је била партизанка.
Детињство је провео на Новом Београду, а завршио је Правни факултет у Београду.
Ожењен је Ивом, туристичким радником, имају сина. Хоби му је ваздухопловство, познат је као спортски пилот. Воли да игра тенис.

## Каријера
Марковић је каријеру започео 1970. године и временом постао инспектор у Одељењу за тешка разбојништва, затим, командант милицијске станице Аеродрома „Београд“, начелник Управе за сузбијање криминалитета СУП Београд. У први „полицијски план“ избија када са места начелника СУП Београд бива смењен због сумње да се бави „неким недозвољеним радњама“, али се убрзо (после убиства Радована Стојичића - Баџе, бившег заменика министра полиције, 4. априла 1997. године), обрео на месту начелника ресора Јавне безбедности са чином генерал-потпуковника (добијен указом Слободана Милошевића, тадашњег председника Србије, јула 1997. године). Чин генерал-потпуковника и место начелника СДБ добија после смене Јовице Станишића 1998. године.
Остаће упамћено и да је Марковић руководио хапшењем брачног пара Драшковић јуна 1993. године, по шамару који је у станици милиције опалио Даници Драшковић када је од њега тражила заштиту од полицијске тортуре, и веома блиској вези са породицом Милошевић-Марковић (својевремено чувао њиховог сина Марка).

### Хапшење
Раде Марковић је ухапшен 24. фебруара 2001. године у Београду под сумњом да је починио убиство.
Поступајући по кривичној пријави МУП Србије, Окружно јавно тужилаштво је истражном судији Окружног суда у Београду захтев за спровођење истраге против Марковића због кривичног дела убиства са предумишљајем, фалсификовања службене исправе и у вези са атентатом на Ибарској магистрали од 3. октобра 1999. године, због „намерно изазване саобраћајне несреће камионом марке мерцедес, власништво МУП Србије“, приликом које су погинула четворица истакнутих чланова СПО. Поред Марковића, ухапшена су и двојица његових сарадника.

### Пресуде за убиства
Почетком 2021. године Судско веће Специјалнога суда у поновљеном поступку је прогласило кривим некадашње припаднике РДБ-а Радета Марковића, Милана Радоњића, Ратка Ромића и Мирослава Курака, за убиство Ћурувије. Прва двојица су осуђена на 30 година затвора, а Ромић и Курак (који је у бекству) су добили по десет година мање.